# Longshu (köping i Kina, Yunnan)
Longshu (kinesiska: 龙树镇) är en köping i Kina. Den ligger i provinsen Yunnan, i den sydvästra delen av landet, omkring 260 kilometer norr om provinshuvudstaden Kunming. Antalet invånare är 31 320. Befolkningen består av 14 890 kvinnor och 16 430 män. Barn under 15 år utgör 28,0 %, vuxna 15-64 år 64 %, och äldre över 65 år 6,0 %.
Genomsnittlig årsnederbörd är 1 008 millimeter. Den regnigaste månaden är juli, med i genomsnitt 228 mm nederbörd, och den torraste är december, med 7 mm nederbörd.